# Tórtola (isla)
Tórtola es la isla de mayor tamaño, la más poblada y la más conocida de las Islas Vírgenes Británicas, un grupo de islas que forma parte del archipiélago de las Islas Vírgenes. La creencia local es que el nombre fue dado por Cristóbal Colón.

## Historia
Los neerlandeses se establecieron en la isla en 1615, su asentamiento fue destruido en septiembre de 1625 por los españoles durante el ataque neerlandés a San Juan, como también lo fue en 1640, 1646 y 1647. La continuación de la guerra impidió un establecimiento estable en la isla hasta 1648, una vez firmada la paz. En 1672 durante la tercera guerra anglo-neerlandesa, fue ocupada por los ingleses.

## Geografía
Tórtola es una isla montañosa de 19 kilómetros de largo y 5 kilómetros de ancho. La superficie total de la isla es de 55,7 kilómetros cuadrados. La isla fue formada por la actividad volcánica, su punto más alto es Mount Sage de 530 metros de altitud. Tórtola está situada en las cercanías de una falla, por lo que terremotos de pequeña frecuencia son frecuentes en la isla.

## Economía y demografía
La población total de Tórtola es de 23 908 habitantes. La principal ciudad es Road Town, que además es la capital de las Islas Vírgenes Británicas.
Los servicios financieros suponen la principal fuente de ingresos de la isla. La entrada en vigor de una popular ley llamada "International Business Companies Act" a principios de los 80 permitió un mayor crecimiento, así como la renovación del gobierno. Los residentes de las Islas Vírgenes Británicas en general se encuentran entre los que gozan de un mayor nivel de vida, lo que ha motivado que un gran número de habitantes de otras islas del Caribe se hayan trasladado a las islas para trabajar.
A pesar de ser territorio británico, la moneda oficial es el dólar estadounidense. La isla alberga muchas compañías offshore, que realizan negocios por todo el mundo.
Los visitantes llegan por barco o avión a través de la isla Beef y acceden a través del Queen Elizabeth Bridge hasta Tórtola. Las playas de arena blanca, como Cane Garden Bay, son una de las principales atracciones de la isla.